# Malmö stads stadsbyggnadspris
Malmö stads stadsbyggnadspris är ett arkitekturpris utdelat av Malmö kommun till "nyproduktion, ombyggnad eller renovering av ett bostadshus eller en verksamhet som bidragit till att förbättra Malmös stadsmiljö".
Priset har delats ut sedan 1982. Senare har det tillkommit ett småhuspris och ett skyltpris. Sedan 2001 delades Gröna Lansen även ut. Gröna Lansen belönade ett miljömässigt hållbart byggande, som bidrar till en beständig stadsmiljö och klimatsmart livsstil. År 2023 avskaffades Gröna lansen då hållbarhet ansågs vara grundläggande även för den ordinarie priset.

## Vinnare
| År   | Bidrag                                                          | Arkitekt                                                                | Byggherre                          | Källor      |
| ---- | --------------------------------------------------------------- | ----------------------------------------------------------------------- | ---------------------------------- | ----------- |
| 1982 | Länsstyrelsen hus                                               | Carl Nyrén Arkitektbyrå                                                 | Byggnadsstyrelsen                  |             |
| 1983 | Bostadshus i kvarteret Dadeln, upprustning                      | Börje Carlén                                                            | Byggnadsingenjör Harald Nilsson AB |             |
| 1983 | Saluhallen, Lilla torg                                          | Märta Bergström                                                         | Torsten och Märta Bergström        |             |
| 1984 | Armatur vid Malmborgsgatan                                      | Ivo Waldhör                                                             | Malmö Gatukontor                   |             |
| 1984 | Köpenhamnsvägen 8                                               | Sten Samuelson Arkitektkontor                                           | Malmö Kommunala Bostads AB         |             |
| 1985 | Limhamns fjärrvärmecentral                                      | Sten Samuelson Arkitektkontor                                           | Malmö Energiverk                   |             |
| 1985 | Regementsgatan 16-Verkstadsgatan 1, upprustning av bostadshus   | Syd Ark Jan Bergfelt Arkitektkontor                                     |                                    |             |
| 1986 | Malmö Börshus                                                   | Tage Møller Arkitektbyrå                                                | Malmö Börshus AB                   |             |
| 1986 | Riksbankshuset                                                  | Jan Henriksson och Paul Niepoort                                        | Sveriges riksbank                  |             |
| 1986 | Holmgången i kvarteret Björnen                                  | Holger M. Lundquist och Tommy Nordström                                 | Tekton AB                          |             |
| 1987 | Cardohuset                                                      | Sten Samuelson Arkitektkontor                                           | AB Cardocenter                     |             |
| 1987 | Canonhuset                                                      | Thurfjell Arkitektkontor                                                | Canon Svenska AB                   |             |
| 1988 | Västergatan 16                                                  | Lars Asklund                                                            | Lars Asklund                       |             |
| 1989 | Södra Långgatan 25                                              | Hultin & Lundquist Arkitekter                                           | Leif Thelandersson                 |             |
| 1990 | Repslagaregatan 8                                               | Nilson & Persson Arkitekter                                             | HSB Brf Bikupan                    |             |
| 1991 | Hotell Mäster Johan                                             | Lundquist & Rendahl Arkitekter                                          | Leif Thelandersson                 |             |
| 1992 | Monbijougatan 4                                                 | Ivo Waldhör                                                             | MKB Fastighets AB                  |             |
| 1993 | Axel Danielssons väg 267                                        | Arkitektateljé Andersson och Regnér Arktitektkontor                     | Arbman Fastighet AB                |             |
| 1994 | Malmö konsthall med Hantverkshuset                              | White Arkitekter                                                        | Stadsfastigheter Malmö och MKB     |             |
| 1994 | Bostäder i Husiegård                                            | White Arkitekter                                                        | MKB Fastighets AB                  |             |
| 1994 | Hipp                                                            | Månsson & Dahlbäck                                                      | Stadsfastigheter Malmö             |             |
| 1996 | Wallenberglaboratoriet                                          | Lars Asklund Arkitektkontor                                             | Stadsfastigheter Malmö             |             |
| 1997 | Malmös nya huvudbibliotek                                       | Henning Larsens Tegnestue                                               | Stadsfastigheter Malmö             |             |
| 1998 | Utsikten                                                        | Greger Dahlström och Stanislaw Welin                                    | SVEDAB                             |             |
| 1999 | Kvarteret Potatisåkern                                          | FFNS arkitekter, Hultin & Lundquist arkitekter, Moore, Ruble and Yudell | MKB Fastighets AB                  |             |
| 2000 | Kontorhus för IMP-koncernen                                     | Lars Karud, Arkitektgruppen                                             | IMP AB                             |             |
| 2001 | Bo01                                                            |                                                                         |                                    |             |
| 2002 | Tyrénshuset                                                     | Peter Torudd Arkitekter                                                 | Wihlborgs                          |             |
| 2003 | Baltzar City                                                    | Nyréns Arkitektkontor, KHR arkitekter                                   | Skanska Öresund                    |             |
| 2004 | Malmö Högskola hälsa och samhälle                               | Lundgaard & Tranberg Arkitektfirma                                      | RegionFastigheter                  |             |
| 2005 | Turning Torso                                                   | Santiago Calatrava                                                      | HSB Malmö Ekonomisk Förening       |             |
| 2006 | Lärarhögskolan                                                  | Diener & Diener Architekten, Fojab Arkitekter                           | Deutsche Bank/DIL Nordic           |             |
| 2007 | CRC, Kliniskt forskningscentrum på Universitetssjukhuset, UMAS  | Nyréns Arkitektkontor                                                   | RegionFastigheter                  |             |
| 2008 | Kontorshus på Hjälmarekajen                                     | White Arkitekter                                                        | Skanska Öresund                    |             |
| 2009 | Dockterrassen i Västra hamnen                                   | JWH Arkitekter och Tema arkitekter                                      | JM AB                              |             |
| 2010 | Akutmottagning och infektionsklinik, Skånes universitetssjukhus | C F Möller A/S och SAMARK Arkitektur & Design                           | Regionservice                      |             |
| 2011 | Regionhuset Skåne                                               | Kari Nissen Brodtkorb                                                   | Wihlborgs                          |             |
| 2012 | Media Evolution City                                            | Juul & Frost                                                            | Wihlborgs                          |             |
| 2013 | Malmö centralstation                                            | Metro Arkitekter, SWECO Architects AB, KHR arkitekter                   | Trafikverket, Jernhusen AB         |             |
| 2014 | Mobilia köpcentrum, nybyggnationer                              | Jais Arkitekter, Fojab Arkitekter och Sydväst arkitektur och landskap   | Atrium Ljungberg                   |             |
| 2015 | Urbana hängsel                                                  | Kim Utzon Arkitekter                                                    | Malmö stad                         |             |
| 2016 | Malmö Live                                                      | Schmidt Hammer Lassen                                                   | Malmö stad, Skanska                |             |
| 2017 | Malmö saluhall                                                  | Wingårdh Arkitektbyrå                                                   |                                    |             |
| 2018 | Hyllievångskolan                                                | Liljewall arkitekter                                                    | Malmö stad                         |             |
| 2019 | Dungen i Hyllie                                                 | Fojab Arkitekter                                                        | Wihlborgs                          |             |
| 2020 | Brf Shiitake                                                    | Hauschild + Siegel                                                      | Hauschild + Siegel                 |             |
| 2021 | Magasin 211                                                     | Wingårdhs arkitekter och Restaurera                                     | Varvsstaden                        |             |
| 2022 | Brf Neo (gamla polishuset vid Davidshallstorg)                  | Jaenecke Arkitekter och Rits Arkitekter                                 | Riksbyggen                         | [ 2 ] [ 3 ] |